# Topònims de l'antic municipi d'Aramunt
Llistat de topònims de l'antic terme municipal d'Aramunt, actualment integrat en el de Conca de Dalt, del Pallars Jussà, presents a la Viquipèdia.

## Edificis

### Bordes
| - Borda de l'Andreu | - Borda de Cotura | - Borda de Miquel | - Borda de Queralt |

### Cabanes
| - Cabana de Casa Manel - Cabana de Jaumetí | - Cabana de Jaumetó | - Cabana de Joan de Toni | - Cabana del Pedro |

### Castells
- Castell d'Aramunt

### Esglésies

#### Romàniques
| - Sant Antoni d'Aramunt - Sant Fructuós d'Aramunt | - Mare de Déu del Camp | - Sant Corneli d'Aramunt | - Sant Miquel |

## Masies (pel que fa als edificis)
| - Cal Caputxí - Casa Carlà - La Casanova | - Casa Montserrat - Casa Oliva | - Lo Petirro - Casa Toà | - Casa Valentí - Casa Vicent |

## Geografia

### Boscs
- Bosc de Sant Corneli

### Camps de conreu
| - Horts d'Aramunt - Los Àrbols - Arnous - Barrelles - Les Clotes | - Coma-raent - Les Espujos - Hortells - Lleres | - Camp de Macià - Les Masies - Els Mians - Moscat | - Santpous - Solanes - Toís - Travet |

### Clots
| - Els Clots | - Lo Reclot | - Clot de Regaixat |  |

### Comes
| - La Coma | - Les Comes |  |  |

### Corrents d'aigua
| - Barranc de les Cadolles - Barranc dels Clops | - Llau de Cotura - Barranc de les Lleres | - Barranc dels Mians - Barranc dels Millars | - Torrent Salat - Barranc de Sant Pou |

### Diversos
| - Costera - Rans | - Recastell | - Partida de Sant Corneli | - Les Valls |

### Entitats de població
| - Aramunt | - Les Eres | - Sant Miquel |  |

### Masies (pel que fa al territori)
| - Cal Caputxí - Casa Carlà - La Casanova | - Casa Montserrat - Casa Oliva | - Lo Petirro - Casa Toà | - Casa Valentí - Casa Vicent |

### Muntanyes
| - Canarill - Serrat de Castells | - Tossal Gros | - Tossalet de Miró | - Tossal de Sant Pere |

### Partides rurals
| - L'Abadal - Les Hortes - Les Malpodades | - Els Millars - Los Pujols | - Santa Maria d'Horta - Santadria | - Les Serres - Tros d'Ací |

### Serres
| - Serrat dels Corrals - Serrat Curt | - Serrat Gros - Serrat de Narçà | - Serra de Sant Esteve - Serrats | - Serrat de la Traïna |

## Vies de comunicació
| - Camí d'Aramunt - Carretera d'Aramunt - Camí de Cap de Rans | - Camí del Cementiri - Camí de Narçà - Camí de la Pobla de Segur | - Camí de la Pobla de Segur al Llac - Camí de Sant Martí - Camí de les Serres | - Camí de Toís i Travet - Camí de Tremp |